# Metropolis (Roman)

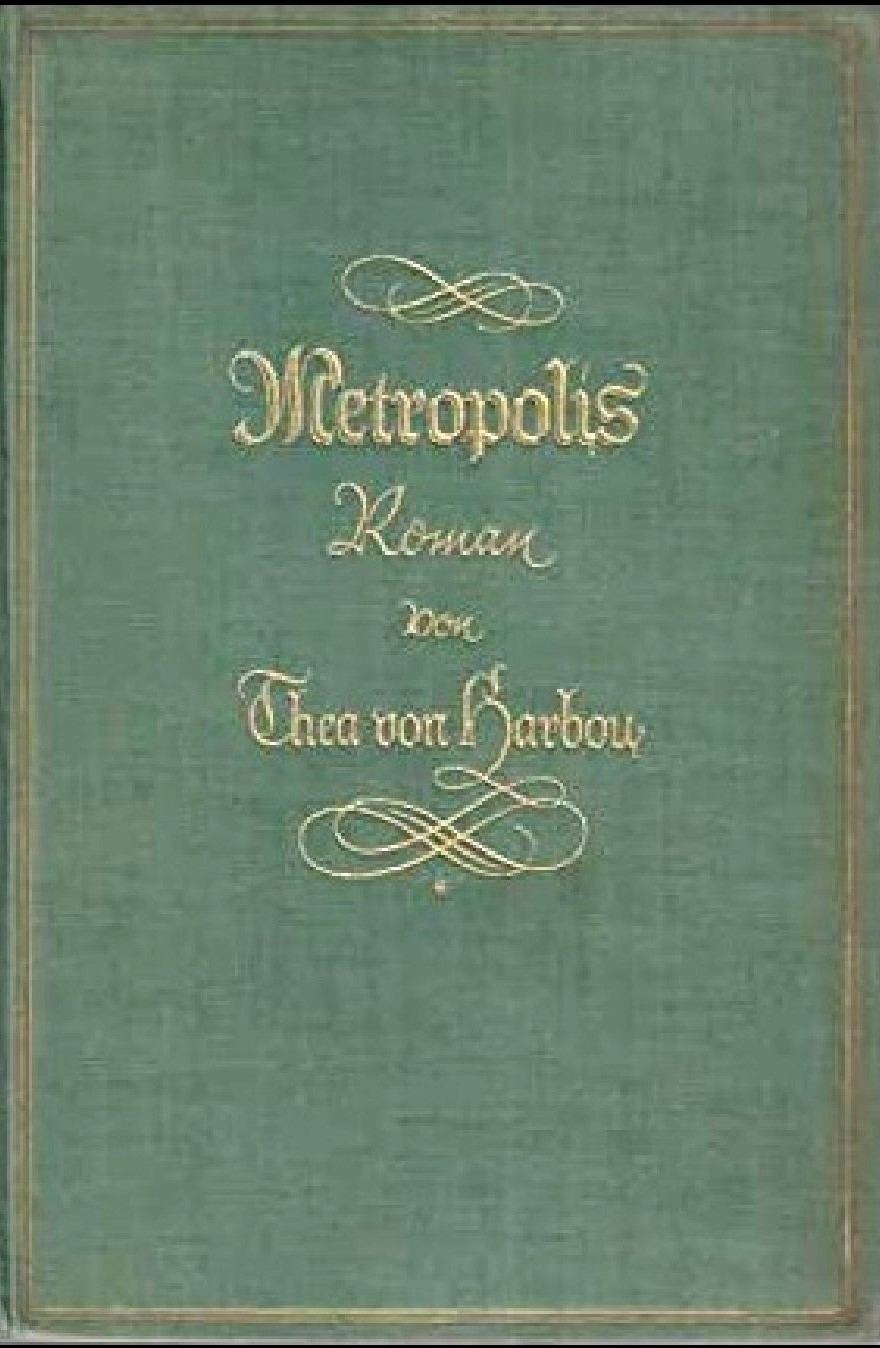
Bucheinband 1925

Metropolis ist ein Roman von Thea von Harbou aus dem Jahr 1925, der von Fritz Lang und Harbou 1927 als Stummfilm „Metropolis“ umgesetzt wurde.

## Handlung
Der junge Freder spielt auf seiner Orgel, denkt an das Mädchen, das er in den „Ewigen Garten“ im „Klub der Söhne“ gesehen hatte. Dort ging die Tür auf: ein Mädchen trat herein mit Kindern in einfacher Kleidung. Das Mädchen von der herben Art einer Jungfrau sagte „Seht das sind eure Brüder“. Danach war die Gruppe wieder verschwunden. Freder geht in seine Wohnräume, wo die Diener bereitstehen, darunter der „Schmale“, den sein Vater ihm zum Schutze zugeordnet hat. Freder hört den dröhnenden Laut, den herrlichen, wie jeden Tag: Die Maschinen wollen „neues Futter“. Auf den Straßen strömen die Arbeiter, alle in der gleichen Tracht, alle mit bleichen Gesichtern. Der alte Dom steht noch, wird von einer Sekte von Asketen verteidigt, angeführt von Desertus. Aber die 50-Millionen-Stadt wird beherrscht vom Neuen Turm von Babel, in dem Freders Vater, Joh Fredersen, residiert und in dem auch Freder seine Räume hat. Das Büro des Vaters ist die Hirnschale des Neuen Turms von Babel. Hier bestimmen Zahlen den Takt der Arbeit. Der 1. Sekretär Josaphat hat einen Fehler gemacht, er wird entlassen, d. h., in die Arbeiterwelt gestürzt. Abends flammen die Lichter auf. Freder fleht seinen Vater um Hilfe für die Arbeiter an. Sie müssen zwar keine Lasten mehr schleppen, sie müssen „nur“ immer auf die Sekunde genau die gleichen Griffe tun. Ja, ein großer Verschleiß, man müsste Ersatz finden, meint Joh. Der Schmale kommt und wird ins Büro gelassen: „Von jetzt ab wünsche ich, über die Wege meines Sohns genau unterrichtet zu werden.“
Freder findet den entlassenen Sekretär im Vorraum. Freder sagt, er werde ihn zu Hause abholen. Josaphat gibt als Adresse an „Neunzigster Block, Haus sieben, siebter Stock“ und geht. Freder, auf der Suche nach dem Mädchen, steigt hinab in den Turm, öffnet eine Tür und befindet sich in einer Halle, in deren Mitte die große Hauptmaschine steht. Menschen an Kreistafeln müssen Zeiger schnell und genau ausrichten. Als ein Arbeiter zusammenbricht, löst ihn Freder ab, Es ist „11811“, „Georgi“. Freder wechselt mit ihm die Kleidung und übernimmt die Arbeit. Er findet in der Tasche der Arbeiterhose eine merkwürdige Skizze eines Ortes und wohl Wege dorthin. Er schickt Georgi fort, er solle mit dem Auto zu Josaphat fahren, zum Neunzigsten Block, dort aussteigen und ungesehen zum Haus sieben, siebter Stock gehen. Georgi, nun elegant gekleidet, besteigt das Auto, sieht die gleißende Stadt mit dem Vergnügungsviertel Yoshiwara. Gelbhäutige Kerle locken, er gibt schließlich nach und betritt das Viertel.
Es gibt ein altes Haus in Metropolis, das älter sein soll als die Stadt. Eines Tages kam ein Mann, der es kaufte: Rotwang, der nun dort im Geheimen wirkt. Joh besucht ihn, sieht ein Denkmal für Hel, die Frau, die Rotwang an Joh verloren hatte und die bei der Geburt Freders gestorben war. Joh holt einen Zettel aus der Tasche, ein Papier, auf dem anscheinend Wege vermerkt sind, die zu einem Ziel führen, zu einer Stätte, die mit Kreuzen gefüllt ist. Joh erblickt in Rotwangs Räumen ein Wesen, eine Frau, deren Gesicht nur andeutungsweise vorhanden ist. Rotwang sagt, er habe hier die „Wesensparodie“ einer Frau erschaffen. Die beiden Männer kommen auf die Zeichnung zurück. Rotwang weiß Bescheid, es sei der Weg zu einer Totenstadt tief unten. Der Eingang sei unter seinem Haus. Sie verabreden, gemeinsam hinunter zu gehen. Joh geht zurück in sein Büro. Dort wartet der Schmale auf ihn und gesteht, er habe Freders Spur verloren.
Freder arbeitet noch an der Kreistafel, aber dann ist Schichtwechsel. Freder hört einen Arbeiter: „Sie hat gerufen, kommst Du mit?“ Er folgt ihm und vielen anderen auf dem Weg in die Tiefe. Sie stehen schließlich dicht gedrängt in einem gewölbten Raum, in dem Lichter brennen. Er hört die  süße Stimme einer jungen Frau, hört, wie sie vom Turm zu Babel spricht. Der Bau sei gescheitert, weil Hirn und Hand einander nicht verstanden hätten. Dasselbe würde auch dem Neuen Turm von Babel passieren, wenn man nicht einen Mittler fände, das Herz, das bei Seiten verbinden würde. Er wird kommen, schließt sie. Es ist das Mädchen, das er mit den Kindern gesehen hat. Sie weiß, dass er Johs Sohn ist, und er erfährt, dass sie Maria heißt. Freder muss nach oben, sie weist ihm den Weg. Sie selbst läuft zurück, wird aber von Rotwang abgefangen, der auf sie – zusammen mit Joh – gelauert hatte.
Der Besitzer von Yoshiwara wettet, dass man seine Herkunft nicht erraten könne. Das höfliche Lächeln bei gewinnbringenden Anlässen deutet jedoch auf Asiens, auf Japan. Der Schmale kommt, sucht Freder. Der Besitzer sagt: „In diesem Haus dreht sich alles um „Maohee“, ein Rauschgift.“ Der Schmale findet Georgi, der stürzt zu Boden. Als er wieder zu sich kommt, berichtet er dem Schmalen, Freder habe mit ihm die Kleider getauscht und ihn angewiesen, dass er im 99. Block. im 7. Haus und dort im 7. Stock auf ihn warten solle. Während Georgi einschläft, fährt der Schmale zum 99. Block, zu Josaphat.
Freder besucht Josaphat zu Hause und fragt nach Georgi. Josaphat weiß nicht, wer das ist, sagt niemand sei gekommen. Er wundert sich über Freder in Arbeiterkleidung. Nach kurzer Unterhaltung geht Freder. Dann klopft es, der Schmale kommt, bietet Geld für die Wohnung, die Josaphat sofort verlassen müsse. Nach langer Verhandlung werden sie sich einig, beide verlassen dann die Wohnung. Freder geht zum Dom, den seine Mutter Hel oft besucht hat. Er sucht Maria, die an der Treppe zum Glockenturm auf ihn warten wollte, findet sie aber nicht. In einer Seitennische sieht er den Sensenmann und die sieben Todsünden. Im Mittelschiff trifft er auf Desertus, Feind seines Vaters. Er verlässt den Dom, geht dann zum alten Haus des Rotwang. Da sieht er Maria hinter einem Fenster, die um Hilfe flehend eine Hand nach ihm austreckt. Freder hämmert gegen die Haustür, die geht plötzlich auf. Er läuft eine Treppe hoch und steht in einem Raum mit zwölf Türen. Sie öffnen sich und er hört, dass er gerufen wird, von einer süßen, verführerischen Stimme und von einer ängstlichen. Freder bricht zusammen. Rotwang hatte ihn stürzen sehen, nähert sich dann der gefangenen Maria. Er spricht sie an, aber sie bleibt stumm, nur zum Schluss sagt sie, Freder würde sie niemals vergessen. Rotwang geht er in einen anderen Raum, wo sich seine Kunstfigur befindet, die er mit einer Kopie der echten Maria menschenähnlich gemacht hat. Freder erwacht, sieht Maria unten auf der Straße, zertrümmert die Tür, läuft nach draußen, findet sie aber nicht. Er sucht sie dort unten, wo sie wohnt, kann sich aber nicht finden. Er hört den Behemot-Laut, den herrlichen. Es war die Stimme der Stadt, die gefüttert werden wollte. Er läuft zum Neuen Turm von Babel, läuft die Treppen hoch, rennt in das Büro des Vaters. Sieht ihn mit einer Frau im Arm, Maria? Er ringt mit seinem Vater, während die Frau zuschaut. Der Vater spricht ihn an und sagt, hier war niemand.
Josaphat findet sich in einem kleinen Flugzeug wieder, das ihn aus der Stadt bringt. Er bedroht den Piloten vor sich und fordert ihn auf, umzukehren. Als dieser sich weigert, erschlägt er den Piloten und springt ab. Er landet auf einer Dorfwiese, eine junge Magd kümmert sich um ihn. Josaphat gelangt zurück in die Stadt, versucht immer wieder Freder zu Hause zu erreichen, wird aber jedes Mal abgewiesen: Freder sei krank. Freder war jedoch nicht krank, stand auf einem Balkon seines Hauses, von Ratlosigkeit befallen. Der Vater besucht ihn, kann aber nicht helfen und geht. Freder sieht ein Leuchtreklame, die ändert sich in „99 – 7– 7, 99 – 7“ und das wiederholt. Ein Gewitter kommt auf, plötzlich steht Josaphat im Zimmer. Er beichtet, er habe Freder verraten, habe das Zimmer dem Schmalen überlassen, sei mit einem Flugzeug weggebracht, unterwegs aber abgesprungen. Freder berichtet von Maria, berichtet, dass sein Vater zu ihm ins Zimmer kam und sich Sorgen machte, berichtet von einem schlimmen Traum, in dem der Tod als Sensenmann erschien, der sich anschickte, Metropolis zu zerstören. Er hätte Maria gesucht, im Dom habe er nur gesehen, dass der Tod aus seiner Nische verschwunden war. Er habe die schrille Stimme des Desertus gehört: „Tut Buße“. Der habe dann dort Jan getroffen, einen Spielkameraden aus dem „Club der Söhne“, einst der große Spötter, jetzt lebendig tot.  Freund Jan hätte von einer Einladung in das Haus neben Rotwangs Haus berichtet. Dort sei „die Frau“ aufgetaucht, die eheliche Treue zerstört hätte. Sie sei auch in Yoshiwara aufgetaucht, sie hieße – Maria. Viele Menschen gingen hinunter in die Stadt der Toten, um diese Maria zu sehen. Freder beschließt, auch hinunter zu gehen.
In der Stunde nach Mitternacht geht Joh zu seiner Mutter, die in einem Bauernhaus mit Garten hinter dem Dom lebte, das er samt Nussbaum auf ein Hochhaus hatte umsetzen lassen. Er müsse sie um Rat fragen, es ginge um Freder, der sei verliebt, er wolle ihn aber für sich haben. Die Mutter erinnert daran, dass Joh einst Rotwang die Frau, nämlich Hel, weggenommen habe. Und sie zitiert die Bibel: „Denn was der Mensch säet, das wird er ernten …“. Beim Abschied weint die Mutter. Auf Johs Frage „um mich oder um Freder“ antwortet sie „um euch beide“. Joh geht, ohne ihr die Hand zu geben.
Es ist Mitternacht. Rotwang spricht Maria an, ruft ihre Liebe an, beklagt, das Hel ihn verlassen habe, bittet, dass Maria ihm helfe, gut zu werden. Er spricht von der Totenstadt, tief unter der Erde. Dort habe Maria versprochen, ein Mittler würde kommen – aber der kam nicht. Die Elenden fühlten sich verlassen, fragen, „Wo ist Maria?“ Rotwang führt aus, er habe eine zweite Maria geschaffen. Sie, die wahre Maria, habe zum Frieden aufgerufen, die Kopie rufe zum Kampf auf, ganz im Sinne Jos Fredersens. Maria schweigt sie ganze Zeit, weint schließlich. Joh kommt und bringt Rotwang um. Im schwach erleuchteten Gewölbe sieht Freder Maria in der Ferne, die voll ist von einer „verruchten Süßigkeit“ ist. Diese „Maria“ rüttelt die Massen zum Aufstand auf, sagt, sie wolle die Arbeiter dabei führen. Die Masse ist begeistert, wirft sich der falschen Maria zu Füßen. „Du bist nicht Maria“, ruft Freder und wird daraufhin angegriffen. Georgi wirft sich schützende dazwischen, wird schwer verletzt. Die Masse hört, wie die „Maria“ „Tod den Maschinen!“ ruft. Freder, vom sterbenden Georgi begleitet, strebt nach oben. Er findet Metropolis noch unverändert vor, sucht nach seinem Vater, der ist aber nicht im Büro. Freder kann das „Gefahr“-Signal auslösen, das über die Stadt dröhnt.
Maria, im Hause Rotwangs gefangen, hört, wie über der Stadt der Ruf „Gefahr“ ertönt. Gefahr von Menschen, Aufruhr? Sie verlässt ihr Zimmer, irrt durch das Haus, kann die Falltür zu öffnen, die den Gang nach unten in die Totenstadt versperrte. Unten findet sie ihren Andachtsraum, spürt, das alles um sie bebt. Am Morgen wälzen sich die Volksmassen durch Metropolis, die, angeführt von der tanzenden „Maria“, „Tod den Maschinen“ rufen. Metropolis hatte ein Hirn und ein Herz. Das Herz der Maschinen wird in einem domhaften Saal von Werkmeister Grot bewacht. Die grölende Masse will in seinen Raum, Grot verteidigt ihn. Auf Johs Befehl lässt er die falsche Maria herein, die die Zentralmaschine auf Anschlag hochfährt. Daraufhin beginnen alle Maschinen zu rasen. Freder eilt durch den Neuen Turm Babel, hört Lärm, sieht, sieht, dass im Maschinenraum die Maschinen ganz sich selbst überlassen sind. In Grots Zentrale stellt die falsche Maria den Regler auf 12, sämtliche Maschinen der Stadt werden über ihre Grenze beschleunigt. Freder findet seinen Vater und ruft, „die Stadt geht unter!“. Der antwortet: „die Stadt soll untergehen, Freder, damit du sie wieder aufbaust …“ Freder will Rotwang um Hilfe bitten, um den Zerstörungsprozess zu stoppen. „Aber der ist tot, sagt der Vater, er starb daran, dass er es wagte, seine Hände nach dem auszustrecken, das du liebst“. Freder läuft davon.
Maria fühlt, dass um sie herum Wasser aufsteigt. Über der Unterstadt hat Joh Fredersen einst einen Fluss in einem Staubecken enden lassen. Von dort wird das Wasser durch ein gewaltiges Pumpwerk nach oben gebracht. Nun steht es still. Maria steigt abwärts, um ihren Geliebten zu retten. Unten findet sie niemanden, außer Kinder, die dort ohne Eltern ausharren. Sie führt sie auf Treppen nach oben, scheitert aber an einer verschlossenen Tür. Freder kommt und  hört von der anderen Seite Maria um Hilfe rufen. Nach einigen Mühen kann er die Tür zusammen mit Grot öffnen. Maria und Freder bringen die Kinder nach oben in das „Haus der Söhne´“. Maria schickt dann Freder zu seinem Vater, hört die Glocken von St. Michael wütend und gehetzt tönen. Sie geht auf die Straße, sieht die Massen aus den Toren von Yoshiwara strömen, angeführt von „Maria“, die die Masse in den Dom führt. Desertius mit seinen Gotikern erscheint. „Tanzen – Tanzen – Maohee“ ruft „Maria“, reißt sich die Kleider vom Leib, läuft nach draußen. Da kippt die Stimmung, man verfolgt Maria, fängt sie und errichtet vor dem Dom einen Scheiterhaufen für sie. Josaphat ruft Freder und Grot zu, er habe gehört, man hätte Maria gefangen. Freder und Josaphat fahren sie mit dem Auto quer durch die Stadt mühsam zum Dom. Freder erreicht den Domplatz, sieht das Mädchen, das er für Maria hält. Er will zu ihr, wird gefesselt. Die falsche Maria steht gefesselt auf dem Scheiterhaufen. Freder reißt sich los, liegt ihr zu Füßen. Sie lächelt ihm zu, während ihr Kunstkörper verbrennt.
Der tote Rotwang erwacht zu einem zweiten Leben. Er sucht seine Hel im Dom, findet sie scheinbar, nämlich die echte Maria. Sie flüchtet, er verfolgt sie bis oben in den Glockenturm. Sie ruft Freder, er antwortet, „Maria, ich komme“. Joh wartet auf den Schmalen. Der kommt, weiß aber nicht, wo Freder sich aufhält. Josaphat kommt, berichtet, man habe Freder gefangen. Man habe auch das Mädchen gefangen, dem man die ganze Schuld an dem Unglück gäbe, das über Metropolis hereingebrochen ist, man habe für sie einen Scheiterhaufen vor dem Dom errichtet. Joh eilt zum Dom, sieht, wie Freder und Rotwang, der Maria verfolgt, auf dem Dach des Domes miteinander kämpfen. Rotwang stürzt in die Tiefe, Freder sieht seinen Vater unten, dessen Haare plötzlich schneeweiß geworden sind.
„Geliebte“ sagt Freder zu Maria, die auf den Stufen des Hochaltars liegt. Sie, erschöpft, antwortet nicht. Joh kommt, und Freder hat Angst um seine Maria. Aber Joh besänftigt ihn, sagt, er selbst sei in dieser Nacht einen siebenfachen Tod gestorben. Lohnt es sich zu leiden? Ja, sagt Joh. Er geht, will seine Mutter aufsuchen. Maria wacht auf und sagt: „Ich sehe eine Stadt im Lichte liegen.“ „Soll ich sie bauen?“ fragt Freder. „Nein, dein Vater. Dein Vater, meine Brüder sind schuldig geworden, Du musst sie entsühnen und versöhnen. Du musst Mittler sein.“ „Ja“ antwortet er, „Gott lächelt uns an“. „Amen“ sagt das Mädchen an seinem Herzen.
Joh besucht seine Mutter. Metropolis war dröhnend in sich zusammengebrochen, aber seine Mutter sitzt ohne Veränderung in ihrem Sessel. Er berichtet, dass er am Dom der Masse gegenüber stand, und einer habe gesagt, „Wir warten, dass einer kommt, der uns den Weg sagt, den wir gehen sollen“. Und auf die Frage seiner Mutter „Werden sie dir vertrauen?“, antwortet er „Ja, und ich glaube, dass Handeln besser ist, als für eine Erlösung zu pilgern. Und ich habe zwei, die mir helfen werden.“ „Nein, drei“, antwortet die Mutter, „Da ist ein Brief von Hel, bevor sie starb. Und sie trug mir auf, ihn dir zu geben, wenn du heimgefunden hättest, zu dir und mir“. Der kurze Brief endet mit den Bibelzitaten „Ich habe dich je und je geliebt“ und das andere „Siehe, ich bin bei dir alle Tage bis an der Welt Ende.“ Johs erlöstes Herz sprach in ihm „Bis ans Ende der Welt.“

## Nachwort
Das Drehbuch für den Film Metropolis schrieb der Regisseur Fritz Lang zusammen mit Harbou. Im Film fehlt das Kapitel über Josaphats Entführung mit dem Flugzeug, es fehlen vor allem die die Gespräche Johs mit seiner Mutter. Ein Gespräch mit der Mutter beschließt auch das Buch, es endet mit Bibelzitaten. So heißt die zur Erlösung aufrufende auch nicht zufällig Maria.
Der Film fasst die Handlung zusammen, wobei weit ausführlicher als im Buch die Schöpfung der künstlichen Maria dargestellt wird. Der Film schließt mit der Szene vor dem Dom, wo Joh als Vertreter der Arbeitgeber, Grot als Vertreter der Arbeitnehmer und Freder als „Mittler“ ein Bündnis für eine bessere Zukunft schließen.

## Kritik
Der Science-Fiction-Schriftsteller Herbert W. Franke (1927–2022) verfasste zur Ausgabe in der Ozeanischen Bibliothek ein Nachwort. Er erinnert sich selbst, wie in seiner Jugend die Sirenen einer Textilfabrik in seiner Geburtsstadt Wien zur Arbeit riefen. Die Geschichte von der Aussöhnung von Arbeitern und Arbeitgebern durch einen „Mittler“ war ein Thema, das Hitler und Goebbels aufgegriffen haben, ein Umstand, der bis heute die Geschichte in die Nähe des Nationalsozialismus rückt. Unabhängig davon habe Harbou aber richtig erfasst, dass die Stadt ein Ausdruck einer Entwicklung ist, in der die Technik die Menschen zum Sklaven macht.

## Buchausgaben
- Metropolis. Verlag August Scherl GmbH, 1925.
- Metropolis. Deutscher Verlag, 1938.
- Metropolis Ozeanische Bibliothek Ullstein, 1984. ISBN 3-548-20447-3.
- Metropolis  Milena-Verlag, 2014. ISBN 978-3-902950-10-9.
- Text online bei Projekt-Gutenberg

## Verfilmung
- Metropolis (Film)